# Lista över svenska militära specialfartyg
Detta är en lista över svenska militära specialfartyg.

## Operativa

### Dykeri- och bärgningsfartyg
- HMS Furusund

### Försöksfartyg
- HMS Smyge

### Signalspaningsfartyg
- HMS Orion

### Övrigt
- HMS Fårösund

## Utrangerade
- Ballongfartyget No 1